# Pub

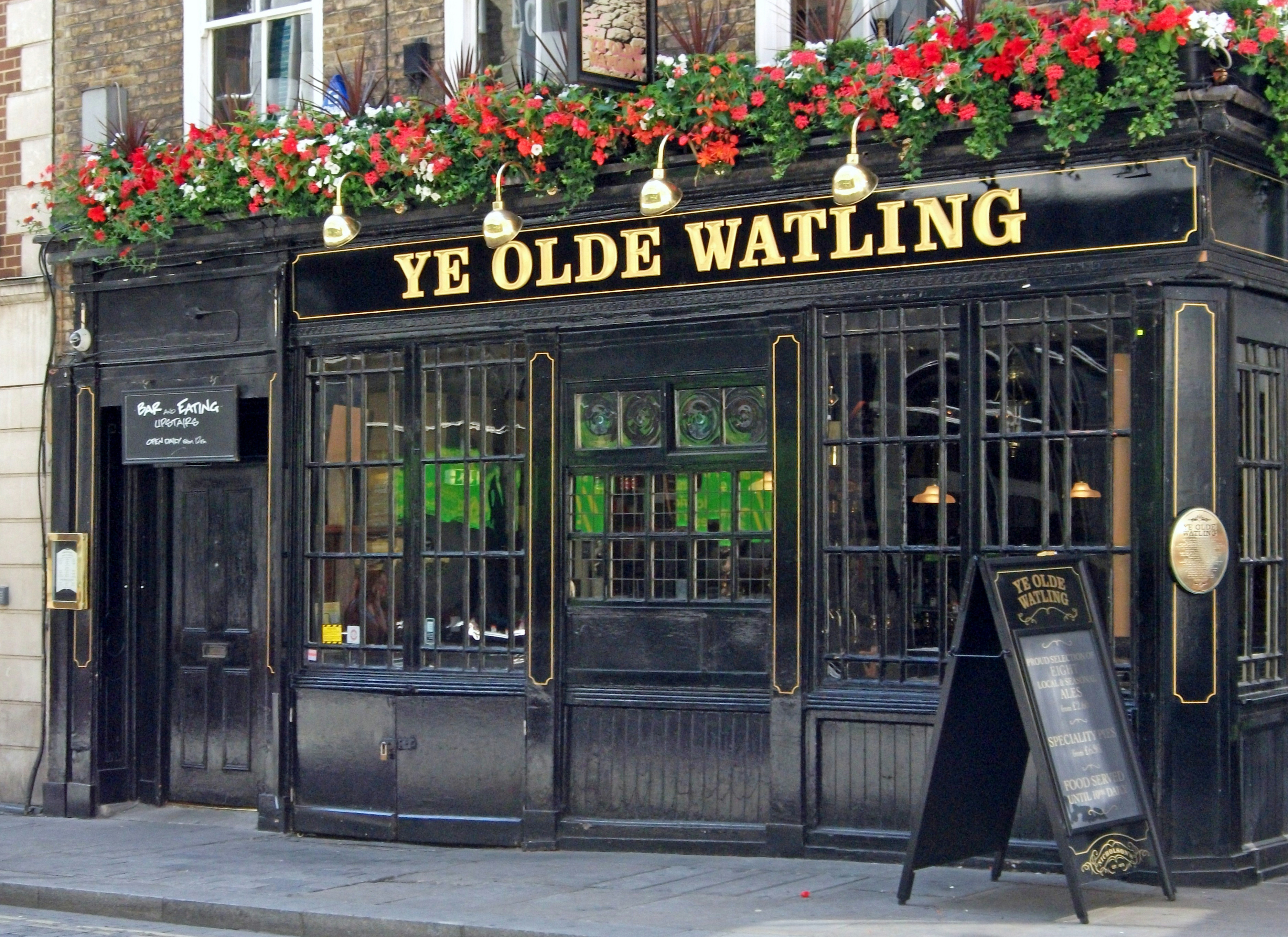
Typisch britischer Pub in London

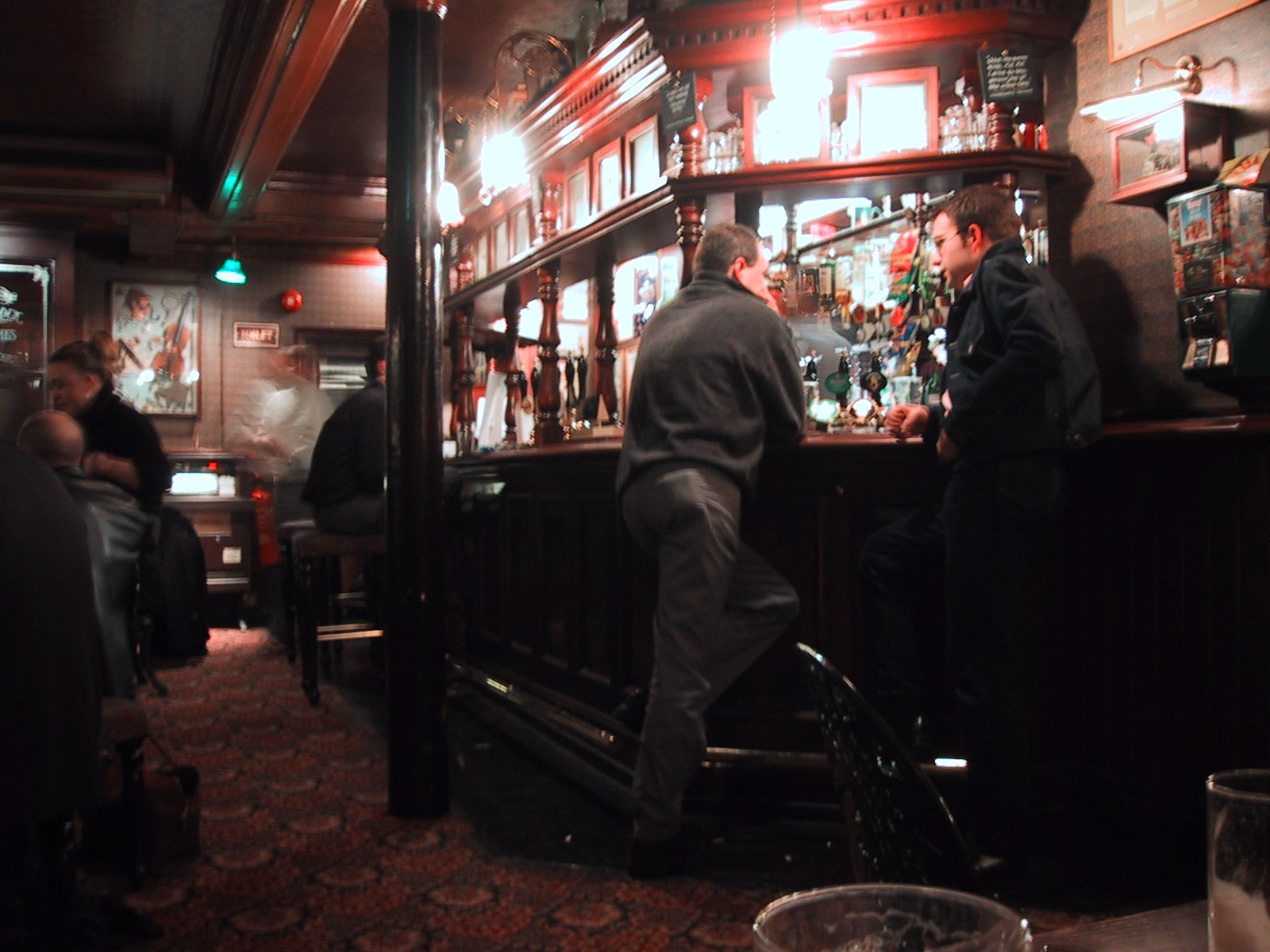
Bar-Szene, Sherlock Holmes Pub, London

Das oder auch der Pub (Mehrzahl: die Pubs) ist im Vereinigten Königreich, in Irland und in der französischen Region Bretagne eine Kneipe bzw. Gaststätte. Sie hat dort ihren festen Platz im sozialen Leben. Der Begriff leitet sich von Public House, einem der Öffentlichkeit zugänglichen Haus, ab.

## Geschichte

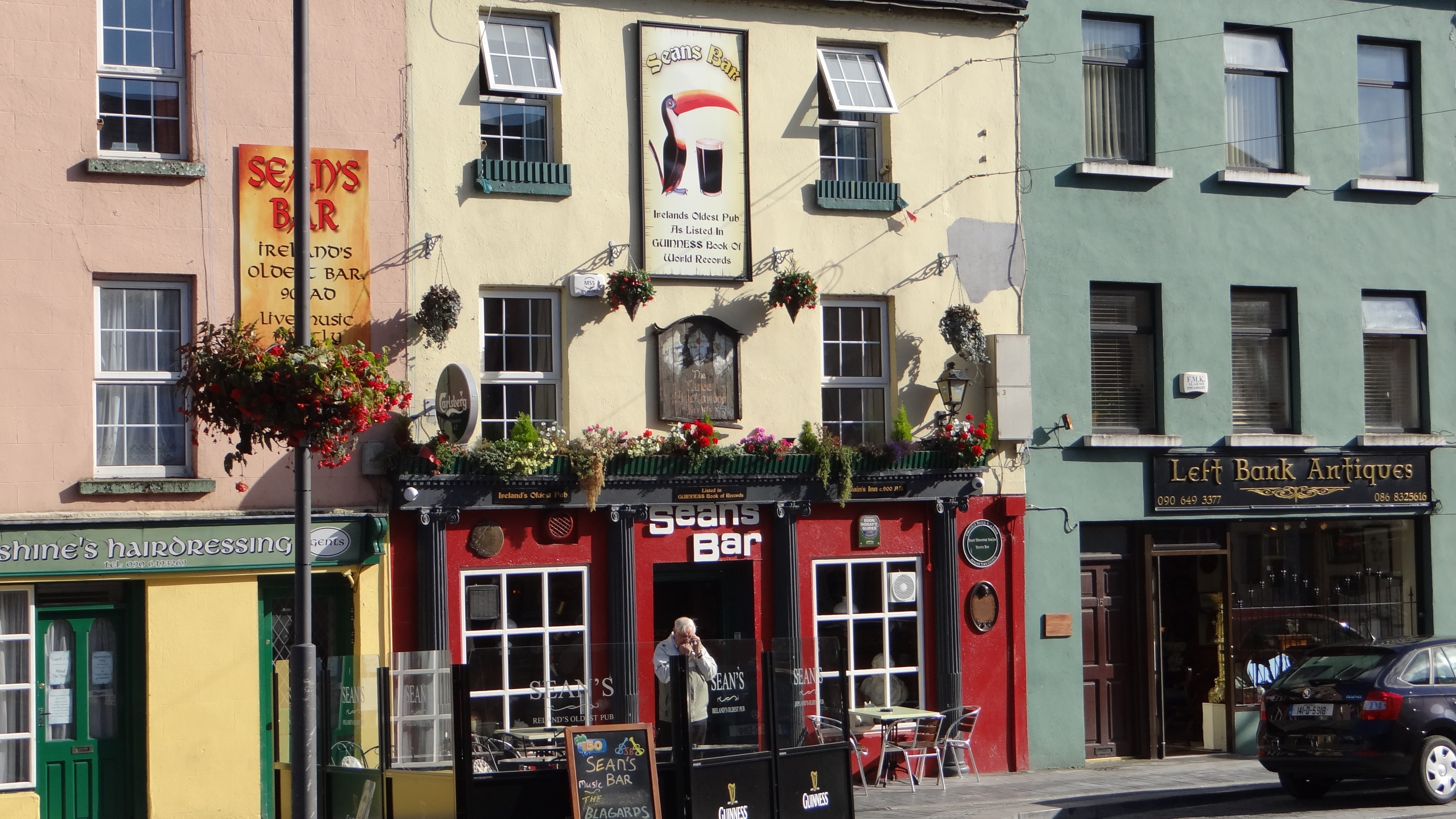
Sean’s Bar, ein Irish Pub mit Historie seit dem Jahr 1725, gilt als der älteste Pub in Europa

Die Bezeichnung „Pub“ ist eine Erfindung des Viktorianischen Zeitalters und die Kurzform für „Public House“. Die Einrichtung hingegen geht auf die römischen Besatzer der Antike zurück, die ein weitläufiges Straßennetz errichteten, an deren Knotenpunkten sich Gasthäuser für Reisende ansiedelten.
Seinerzeit war es üblich, dass in den Dörfern einer der Bewohner das gesamte Dorf zu sich einlud, dort dann kochte und Getränke ausschenkte. Dadurch entstand der Begriff Public House. Das heutige Interieur verweist immer noch auf das damalige Aussehen: Holzmobiliar, Sofas und Teppiche luden zum gemütlichen Beisammensein ein, was sich im Vereinigten Königreich bis heute nicht verändert hat. Damit sich die Pub-Gesellschaften nicht durch hineinschauende  „Gaffer“ gestört fühlten, wurden dunkel gefärbte Fensterscheiben verbaut.

### Das Alehouse

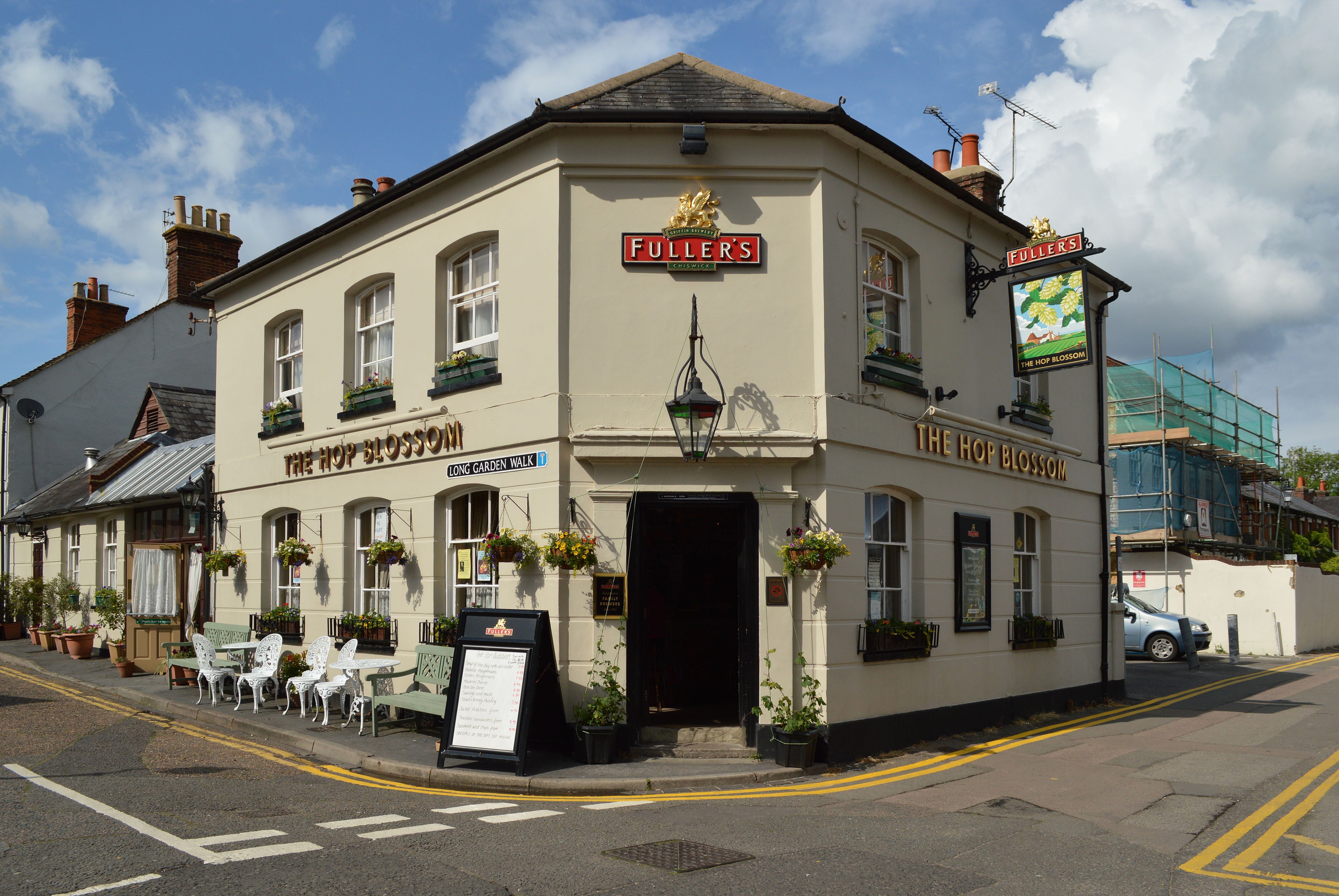
The Hop Blossom in Farnham

Im siebten Jahrhundert nach Christus wurde erstmals von König Æthelberht von Kent eine Regelung hinsichtlich der Anzahl der Alehouses, wie sie damals hießen, und der Trinkgefäßgröße getroffen.
Drei Jahrhunderte später wurde von König Edgar ein spezielles Trinkgefäß mit einer Skala auf der Innenseite eingeführt. Dieses wurde herumgereicht und gemeinsam daraus getrunken. Jeder trank bis zum nächsten Strich (engl. Peg) und reichte dann das Gefäß weiter. Hatte er über den Strich hinaus getrunken, so nahm er dem nächsten das Bier weg. Daher die Redewendung „taking someone down a peg or two“.
Die nachfolgende Christianisierung übernahm viele Trinkrituale der heidnischen Kultur, und es wurde sogar extra Bier für kirchliche Feste, so genanntes „scot ale“, gebraut. Heimlich gebrautes Bier, für das die Abgaben an die Kirche hinterzogen wurden, wurde „scot free“ genannt. Im Mittelalter nahm die Trinkwasserqualität rapide ab (Seuchen, Abwässer von Gerbereien etc.), so dass Ale – wegen des Kochens der Würze während des Brauens – zum einzig sicheren Getränk wurde und so Alehouses eine noch wichtigere Rolle erhielten.

### Das Inn

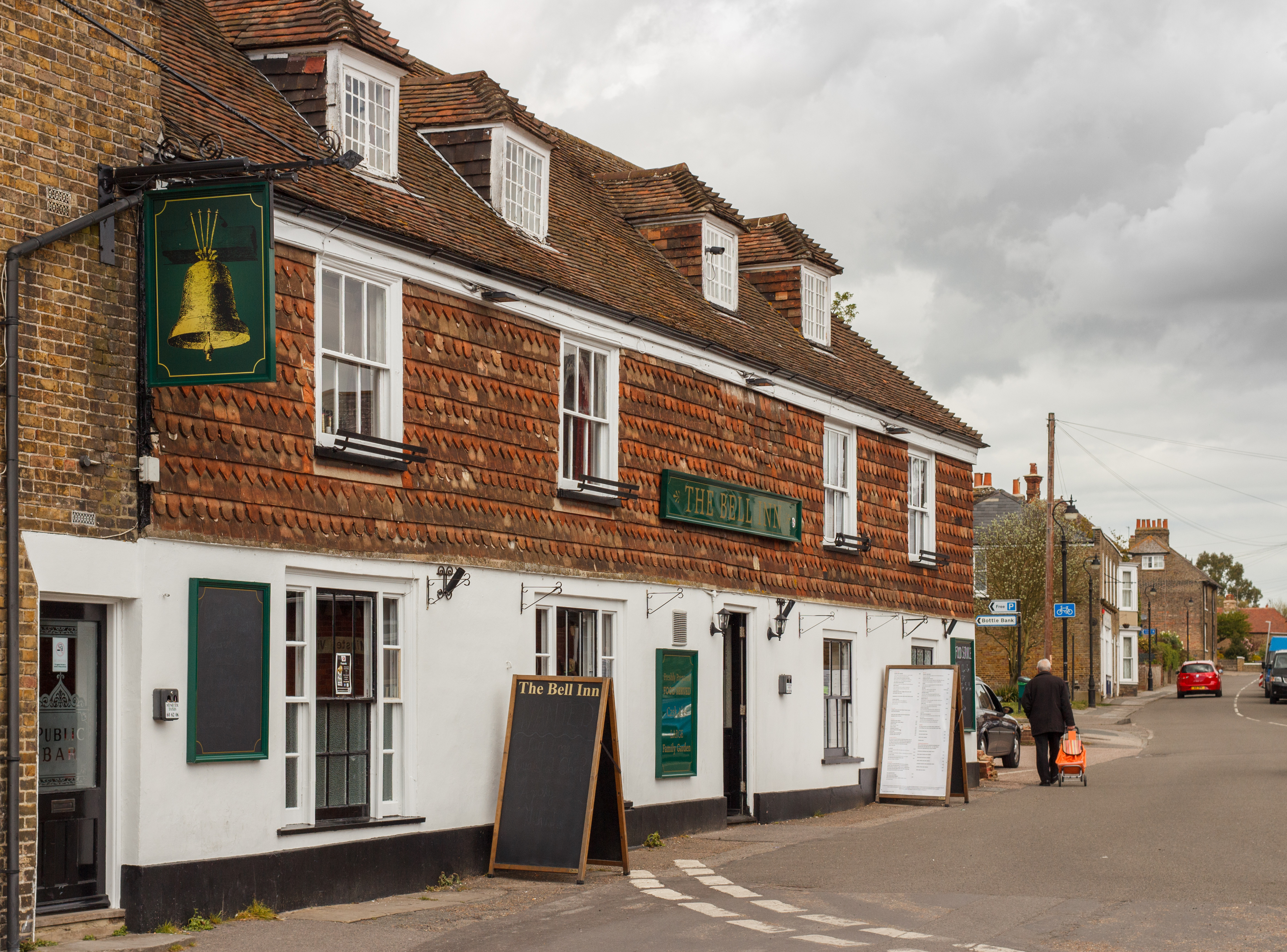
The Bell Inn in Kent

Mit der Zunahme des Handels und vor allem auch der Pilgerfahrten wurden immer mehr Übernachtungsmöglichkeiten für Reisende gebraucht (siehe auch Gasthof und Geschichte des Reisens).
Alehäuser, vor allem jene von Mönchen geführten, boten bald auch Übernachtungsmöglichkeiten an. Das Inn war erfunden. Das älteste noch bestehende Inn in London ist das The George Inn in Southwark. Es wurde im Jahre 1542 erbaut, jedoch 1676 Opfer des Feuers, das in Southwark wütete. Im selben Jahr wurde es wieder aufgebaut. Das benachbarte Tabard, ebenfalls ein Inn, wird bereits im Jahre 1388 in den Canterbury Tales erwähnt. Dieses Pub wurde 1874 trotz massiver Proteste der Bevölkerung abgerissen. Eine Gedenkplakette in der Tabard Street weist auf das ehemalige Gasthaus hin.
Für Kirchenbauleute wurden oft von der Kirche eigene Übernachtungsstätten betrieben, welche danach nicht selten als öffentliche Inns weiterbetrieben wurden. Sie wurden vielfach nach der Kirche, die die Bauleute erstellten, benannt.

### Die Taverne
Unter Elisabeth I. (1558–1603) erlebte England einen Aufschwung des Handels und der militärischen Macht. Die Bevölkerung wuchs und die Städte nahmen an Zahl und Größe zu.
In den Städten dieser Zeit schenkten die Tavernen ursprünglich nur Wein aus. Im Gegensatz zum Alehouse, welches eine Lebensnotwendigkeit bot, waren die Tavernen der Freude und der Entspannung gewidmet. Die Armen der Stadt gingen ins Alehouse, um sich zu wärmen, billiges Essen zu bekommen und etwas nicht Krankmachendes zu trinken. Die Reichen gingen in die Taverne, um zu speisen und dem Wohlleben zu frönen. Die Taverne war aber keineswegs nur der romantisch verklärte gemütliche Ort mit offenem Feuer und gepflegter Unterhaltung. Trunkenheit war zu dieser Zeit nicht verpönt und viele zwielichtige Gestalten und Prostituierte gingen in den Tavernen ihrem Handwerk nach. Trotzdem waren die Tavernen das Herz der urbanen Kultur dieser Zeit.
Im Rahmen der Änderungen der sozialen Strukturen zum Ende des 18. Jahrhunderts begann der Niedergang der Tavernen. Alehouses verkauften nach Ende des Monopols auch Wein und die so genannten „Gin Palaces“ zogen das trinkfreudige Publikum ab. Auch wurde Trunkenheit für die mittleren Schichten zur Schande und war nicht mehr erstrebenswert. Die Oberklasse zog sich in ihre „Gentlemen’s Clubs“ zurück.

### Kaffee, Kakao, Tee
Nach dem englischen Bürgerkrieg, welcher 1642 begann und in dem für die Alehäuser, Tavernen und Inns eine Besteuerung eingeführt wurde, veränderten drei Getränke die Gewohnheiten der Briten. Nach Einführung des Kaffees (1650), Kakaos (1657) und Tees (1660) wurde im Jahre 1652 in London das erste Kaffeehaus eröffnet. (Dort in Cornhill steht heute das Jamaica Wine House.)
Im großen Feuer von 1666 gingen viele der historischen Holzhäuser des Mittelalters und der Tudorzeit verloren. Nach dem Brand mussten Häuser in London aus Stein oder Ziegel gebaut werden.

### Die Zeit der Postkutschen
An die Zeit der Postkutschen (1657 wurde die erste regelmäßige Postkutschenverbindung zwischen London und Chester eingerichtet) erinnert man sich in England gerne als goldenes Zeitalter. Relikte aus dieser Zeit sowie Bilder romantischer Szenerien aus diesem Kontext sind auch bei neuen Pubs beliebte Dekorationsmaterialien.
Die geringe Reisegeschwindigkeit, die geringe Reichweite der Pferde (ca. 20 Meilen ~ 30 km) und die Notwendigkeit, die Pferde zu füttern und zu tränken, führten zur Gründung vieler Coaching Inns entlang der Postkutschenrouten. Entweder wurden die Inns entlang der Strecke umgebaut, oder es wurden neue errichtet. Diese boten auch eine gewisse Sicherheit gegen die allgegenwärtigen, heute zu Unrecht romantisch verklärten Räuber und Wegelagerer, welche die Postkutschen häufig überfielen.
Mit der Einführung des Postdienstes wurden die „Coaching Stations“, wie sie auch genannt wurden, dichter aneinander gebaut und die Pferde an diesen gewechselt statt sich auszuruhen, um eine höhere Reisegeschwindigkeit zu erreichen. Der Postmann war standardmäßig mit einer Muskete und zwei Pistolen bewaffnet, was auch bitter nötig war. Das Betreiben eines solchen Inns war teuer und vor allem die Inns, welche nicht an End- oder Kreuzungspunkten von Strecken lagen, hatten ein hartes Brot. Der Standard der Inns war sehr uneinheitlich und oft beschwerten sich die Reisenden über Schmutz und stinkende Betten. Viele Wirte arbeiteten auch mit den Straßenräubern zusammen und gaben ihnen Tipps, welche Reisenden es sich auszurauben lohnte. Trotz dieser Widrigkeiten wuchsen die Ortschaften entlang der Strecken und die Inns wurden zum Handels-, Gerichts- und Festplatz der Umgebung. Die Inns waren oft mehrere Stockwerke hoch. Sie verfügten über bis zu 60 Betten und Platz für 50 Pferde. Es waren also für diese Zeit große Gebäude.
Während noch bei der Stockton and Darlington Railway die Pubs eine wichtige, wenn auch nicht gern gesehene Rolle im Betrieb spielten, führte dennoch das Aufkommen der Eisenbahn zu einem Wandel, der die Postkutschen mit zunehmender Ausbreitung verschwinden ließ. Daher gibt es nur noch ganz wenige Coaching Inns dieser Zeit. Sie gehören alle dem National Trust.

### Der Gin Palace bzw. Gin Shop
Zu Beginn des 18. Jahrhunderts wurden die Beschränkungen zum Destillieren von Gin aufgehoben und das Land wurde praktisch in billigem Alkohol ertränkt. Das Ausmaß des Alkoholkonsums war so gewaltig, dass trotz verbesserter hygienischer Zustände die Bevölkerungszahl Londons merklich abnahm. Die Briten tranken sich buchstäblich zu Tode. Vor allem die Armen verfielen dem Gin. Eine zeitgenössische Druckgrafik von William Hogarth zeigt eine Mutter auf der „Gin Lane“, die so betrunken ist, dass sie ihren Säugling fallen lässt, während auf der „Beer Street“ gesunde fröhliche Menschen zu sehen sind.
Erst Mitte der 1820er Jahre wurde die Produktion und der Vertrieb von Gin eingeschränkt und zwar auf Druck der Industriellen, die nüchterne Arbeiter brauchten, und der Mittelschicht, die sich von den vielen Schnapsleichen angewidert fühlte. Der Gin wurde den Armen in Gin Shops verkauft – ungemütlichen Orten, wo es außer Gin nichts zu kaufen gab, und die die Kunden nicht zum Verweilen einladen wollten. Da die Gin Shops oft die einzigen beleuchteten Häuser in den Armenvierteln waren, wurden sie von den Armen oft Gin Palaces genannt. Die Zahl der Toten ging auch zurück, weil in den 1820er Jahren von geschmuggeltem, sehr gesundheitsschädlichem (Fuselöl) auf legal gebrannten Gin umgestellt wurde.

### Die Sperrstunde
Die Sperrstunde in den Pubs wurde im Jahr 1915 gesetzlich eingeführt. Damit sollte verhindert werden, dass die englischen Rüstungsarbeiter bis tief in die Nacht hinein tranken und am nächsten Tag verkatert in der Fabrik standen.
Die Öffnungszeiten wurden (regional abweichend) auf 11 bis 16 Uhr und 19 bis 23 Uhr festgelegt. Um 22:45 Uhr läutete der Wirt eine Glocke, und es konnte nach dem Ausruf „Last Order“ die letzte Bestellung getätigt werden. Dieses Ausrufen führte häufig zu größeren Panikbestellungen der Pubgäste, die die bestellten Alkoholika bis 23.00 Uhr („Drink up, please“) in sich hineinschütteten.
Inzwischen wurde diese Sperrstunde deutlich gelockert, so dass besonders in Großstädten die Pubs bis 2 Uhr geöffnet haben können. Man will damit die oben erwähnten Trinkgelage verhindern. Kritiker bemängeln allerdings, dass durch die längeren Öffnungszeiten noch mehr Alkohol getrunken wird und die Ausschreitungen aufgrund von Alkoholmissbrauch noch stärker werden. Sie fordern von der Regierung die gesetzliche Wiederaufnahme der Sperrstunde.

## Pubs außerhalb der britischen Inseln
In den japanischen Großstädten hat sich seit den 1990er Jahren das Pub als eine sehr populäre Alternative zu den traditionellen japanischen Kneipen entwickelt. In Tokio gibt es an jedem größeren Bahnhof auch ein Pub. Pubs in Japan bemühen sich sehr, die englische bzw. irische Atmosphäre mit dem Speisenangebot (Fish and Chips), Holzvertäfelung, Teppichen und vor allem mit sonst in Japan kaum erhältlichen importierten Bieren wiederzugeben. Guinness startete seinen Siegeszug in Japan in den Pubs. 
Auch in Deutschland, den USA und vielen anderen Ländern gibt es zahlreiche Pubs. 
Oft sind es Irish Pubs (Pubs im irischen Stil).
In der Schweiz gibt es seit den 1970er Jahren Pubs, speziell in großen Städten und in Touristenorten, die von vielen englischsprachigen Gästen besucht werden. Die Pubs werden von lokalen Wirten oder von Gastronomieketten betrieben.

## Modernes Erscheinungsbild
Pubs unterscheiden sich von üblichen Bars und Kneipen, indem sie überwiegend mit Holz und Teppichen eingerichtet sind. In vielen Pubs schmücken Fan-Utensillien von Fußballvereinen die Wände; entsprechend werden oftmals Fußballspiele der englischen Premier League übertragen. Andere Pubs, vor allem in Großstädten, zeigen durch „No fan colours“-Schilder deutlich, dass sie keine Gäste in Fußballtrikots dulden, um keine Streitigkeiten zwischen rivalisierenden Anhängerschaften auszulösen. In vielen Pubs wird Gästen, die bestimmte Kleidermarken tragen, der Eintritt verwehrt, um Casuals fernzuhalten.
Das Sitzplatzangebot ist in der Regel begrenzt; ohnehin bilden sich im Verlauf des Abends oft Menschentrauben vor der Theke. Dartboards und Billardtische finden sich sehr häufig, des Weiteren Automatenspiele (wenn auch in der Regel keine Geldspielautomaten). Dem angestrebten rustikalen Ambiente Folge leistend sind die Fenster in der Regel getönt.
Seit Mitte der 1990er Jahre werden in zunehmendem Maße Pubs von Betreiberketten übernommen. Zu den größten Betreibern von Pubs gehören die Unternehmen Punch Taverns und Mitchells & Butlers im Vereinigten Königreich.

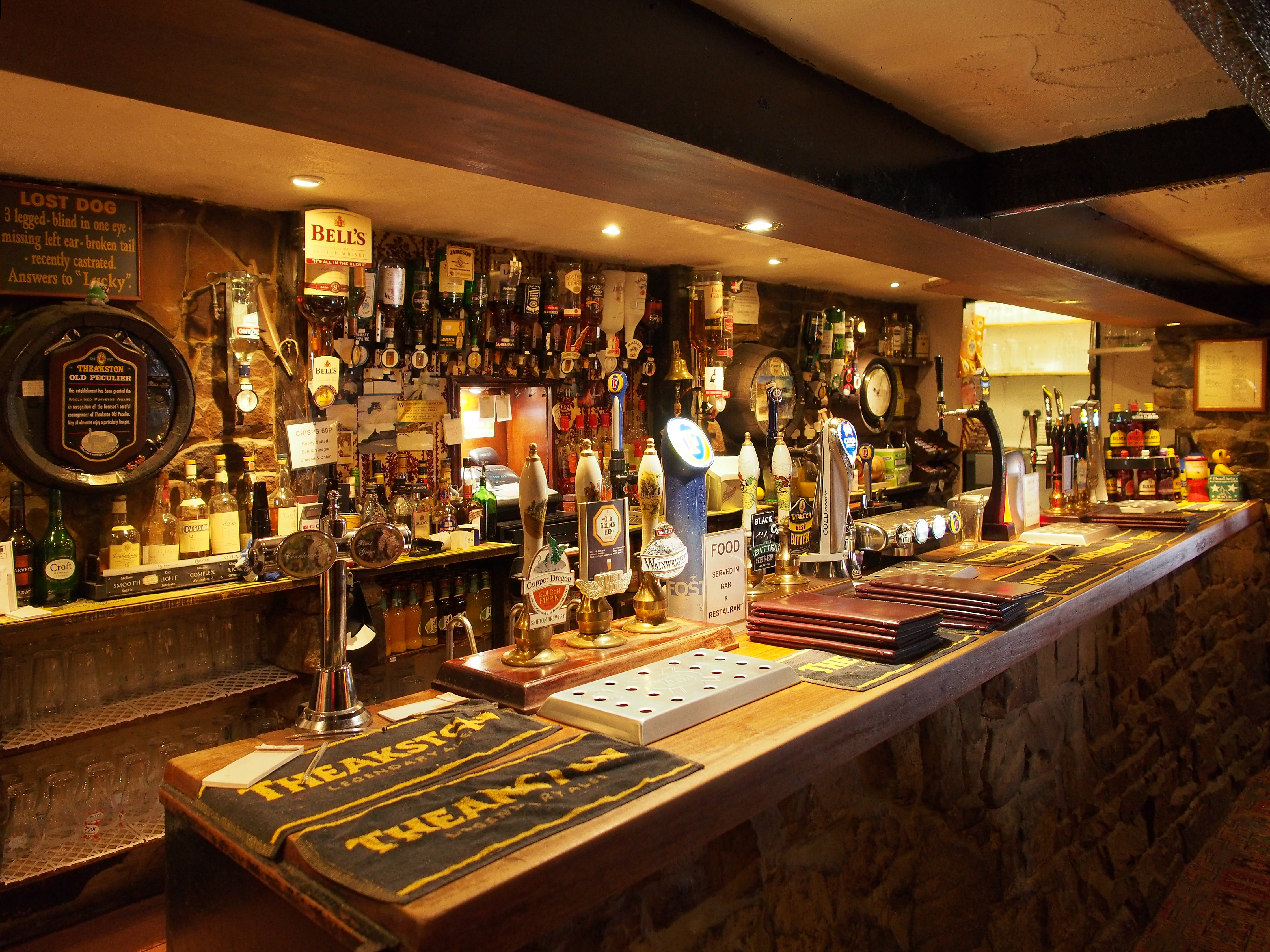
Theke des Lion Inn, eines abgelegenen Pubs auf einer Anhöhe der North York Moors. Die bis zum Rand gefüllten Gläser werden auf den Frottee-Matten ausgegeben

## Umgangsformen und Konventionen
Die Umgangsformen sind unkompliziert; das Pub ist einer der wenigen Orte in Großbritannien, an dem Klassenunterschiede kaum eine Rolle spielen. Getrunken wird traditionell Bier in den Variationen Lager, Ale und Bitter aus einer großen Auswahl. Dieses holt man sich selbst an der Theke und bezahlt es dort auch sofort. Speisen (Bar meals) werden unter Nennung der Tischnummer an der Theke mitbestellt, ebenfalls gleich bezahlt und, sobald sie fertig sind, am Tisch serviert. Eine Bezahlung erst am Ende des Besuchs bzw. auf Bierdeckeln, wie in Deutschland üblich, ist nicht möglich; somit gibt es auch kein Anschreibenlassen. Außer Bier und Whisky sind neben Softdrinks auch Getränke wie Cider, Wein oder Spirituosen verbreitet; Cocktails hingegen unüblich. Das Bier wird ohne oder mit nur einer kleinen Schaumkrone gezapft, da die Haltung I pay a pint, I want a pint!, also etwa: Ich bezahle ein (ganzes) Pint, also möchte ich auch ein (ganzes) Pint haben! dominiert. Die Gläser haben anders als zum Beispiel in Deutschland keine Eichstriche.
In Großbritannien ist die Gepflogenheit weit verbreitet, nach der Arbeit mit den Kollegen Bier zu trinken. Der Feierabend ist daher eine wesentliche Einnahmequelle der Wirte. Allerdings sieht man auch tagsüber schon Geschäftsleute in Pubs, die dort ihre Mittagspause verbringen und dabei auch durchaus schon ein Pint Bier zu sich nehmen. Die Auswahl an Getränken ist meist größer als die Auswahl an Speisen. Traditionelles Pub-Essen sind britische Spezialitäten wie Fish and Chips, Steak and Kidney Pies und andere Fleischpasteten, oft serviert mit mashed potatoes (Kartoffelpüree).
Es ist selbst in überfüllten Pubs verpönt, sich durch auffälliges Rufen oder Geldscheinwedeln beim Wirt Gehör zu verschaffen. Stattdessen wird erwartet, dass dieser die Reihenfolge, in der die Gäste eintreffen, im Auge behält. Verliert der Wirt den Überblick und will einen Gast bedienen, der noch nicht an der Reihe wäre, ist es üblich, dass dieser ablehnt und den Wirt mit einem Wink auf den übergangenen Gast hinweist.
Es ist sehr unüblich, im Pub Trinkgeld zu geben. Um sich für guten Service erkenntlich zu zeigen, kann man dem Wirt mit den Worten „… and one for yourself“ ein Bier ausgeben. Dieser antwortet darauf gelegentlich mit den Worten „I’ll save it for Ron“ (kolloq. für „later on“). Der Wirt wird also später ein Bier auf Kosten des Gastes trinken – und vorher dem Spendierenden zuprosten.
Sehr beliebt sind die sogenannten Pub-Quiz-Abende, an denen ein Quizmaster Fragen stellt, die das Publikum einzeln oder in Teams beantworten muss. Dem Sieger winken als Preis kleine Geldbeträge. In England ist auch der pub-crawl weit verbreitet; dabei besuchen Trinkfreudige alleine oder in Gruppen am selben Abend möglichst viele Pubs hintereinander.
Seit im Juli 2007 das „Health Act 2006“ (Gesundheitsgesetz 2006) in Kraft trat, herrscht in allen britischen Pubs ein Rauchverbot. Gelegentlich gibt es im Außenbereich (Steh-)Tische, überdacht und manchmal auch beheizt; dort ist das Rauchen erlaubt. Gelegentlich stehen mehr Menschen vor dem Pub als darin.

## Sonstiges
Alle „Inspector-Jury“-Romane von Martha Grimes sind im Original nach real existierenden Pubs benannt.